# Hachidai Nakamura
Hachidai Nakamura (中村 八大, Nakamura Hachidai), né le 20 janvier 1931 – décédé le 10 juin 1992, est un parolier et pianiste de jazz japonais.

## Biographie
Hachidai Nakamura naît à Qingdao en Chine de parents japonais qui s'installent à Fukuoka lorsqu'il est encore jeune. Après ses études secondaires il est diplômé de littérature de l'université Waseda à Tokyo. À cette époque Nakamura joue intensément du piano où il est invité à se produire avec le groupe local de danse Yasuhiko Taniguchi and Premier Swing et The Red Hat Boys, un combo de jazz d'étudiants.
Après avoir intégré l'université Waseda, Nakamura crée un orchestre de jazz appelé Big Four avec Hidehiko Matsumoto, Joji « George » Kawaguchi et Mitsuru Ono en 1953 mais l'orchestre se sépare bientôt. En tant que compositeur, Nakamura écrit plus tard de nombreuses chansons pour différents interprètes japonais tels que Kyū Sakamoto, le chanteur enka Saburō Kitajima et les Johnnys, premier groupe de Johnny & Associates. Il collabore avec le parolier Rokusuke Ei et nombre de ses compositions sont popularisées par le chanteur Kyū Sakamoto. Il compose la musique de la populaire chanson Ue o muite arukō sortie en 1961 au Japon. La chanson paraît aux États-Unis sous le titre Sukiyaki en 1963 et atteint la première place du Billboard Hot 100. Nakamura et Ei travaillent également à la production de Wakai Namida, premier simple des Johnnys en 1964, et Kaerokana de Saburō Kitajima en 1965.

## Compositions

### Kyū Sakamoto
- Ue o muite arukō (上を向いて歩こう)
- Ashita ga aru sa (明日があるさ)
- Hitoribotchi no futari (一人ぼっちの二人)
- Sayonara sayonara (さよならさよなら)
- Sekai no kuni kara konnichiwa (世界の国からこんにちは)
- Soshite omoide (そして想い出)
- Kuchibue dake ga (口笛だけが)
- Ikite ite yokatta (生きていてよかった)

### Les Johnnys
- Wakai Namida (若い涙)

### Saburō Kitajima
- Kaerokana (帰ろかな)

## Source de la traduction
- (en) Cet article est partiellement ou en totalité issu de l’article de Wikipédia en anglais intitulé « Hachidai Nakamura » (voir la liste des auteurs).